# Vivid Colors
「Vivid Colors」（ヴィヴィッド カラーズ）は、日本のロックバンド、L'Arc〜en〜Cielの2作目のシングル。1995年7月6日発売。発売元はKi/oon Sony Records。

## 概要
前作「and She Said」以来約2ヶ月ぶりとなる新譜で、CDシングルとしては「Blurry Eyes」以来となる作品。1995年9月に発売された3rdアルバム『heavenly』の先行シングルとなっている。
本作の表題曲「Vivid Colors」は、イントロのギターのリードフレーズと歌旋律の裏の歌うようなベースが印象的な、メロディアスなロックナンバーに仕上げられている。この曲は、1995年1月から開催した公式ファンクラブ発足記念ライヴツアー「Ciel/winter '95」において、未完成版ではあったが先行披露されている。ちなみにこの曲の制作では、共同アレンジャーとして西平彰が参加している。なお、L'Arc〜en〜Cielが編曲作業に外部のミュージシャンを招いたのは、この曲のレコーディングが初めてのこととなった。（詳細は楽曲解説の項目を参照）
また、カップリング曲には、新曲として「Brilliant Years」が収められている。

## リリース

### リリースプロモーション
本作発売から約2ヶ月後、そしてアルバム『heavenly』発売から約3週間後となる1995年9月22日に、テレビ朝日系音楽番組『ミュージックステーション』に出演し、本作の表題曲を披露している。なお、L'Arc〜en〜Cielにとって、この番組への出演はこの回が初のこととなった。ちなみにL'Arc〜en〜Cielは現在までに、この番組に年末の特別編と合わせ、60回以上出演している。

### リリース形態
本作は、通常盤（CD）の1形態でリリースされている。なお、本作のフィジカルは8cmシングルでリリースされている。また、少ない数量ではあるが8cmCD2枚組のバージョンもリリースされている。2枚目のディスクには、当時L'Arc〜en〜Cielと同じくKi/oon Sony Recordsに所属していた様々なアーティストの新曲が、1コーラスほど収められている。そして歌詞カードには、各アーティストによる自身の新曲に関するコメントが載っている。ちなみにこのディスクには、本作の表題曲である「Vivid Colors」も1コーラスだけ収録されており、歌詞カードにはメンバー4人の自己紹介と、hydeによる「Vivid Colors」の解説が付記されている。また、フィジカルは前述の通り、当初は8cmシングルとして発表されていたが、2006年のシングル14作品再発企画において12cmシングルとして再発売されている。

## ミュージックビデオ
表題曲「Vivid Colors」のミュージック・ビデオは、後藤新吾がディレクターを務めた作品となっている。
このミュージック・ビデオは、2003年3月19日に発表したベストアルバム『The Best of L'Arc〜en〜Ciel c/w』の初回限定盤特典DVDに初収録されている。また、2007年2月14日に発表したクリップ集『CHRONICLE 0 -ZERO-』にもこの映像が収録されている。そして、2019年12月11日には公式YouTubeアーティストチャンネルにおいて、YouTube Music Premium限定で映像の有料公開が開始されている。前述のYouTubeチャンネルでの有料公開開始から約2年4ヶ月後となる2022年4月1日からは、同サイトで映像の無料公開が開始されている。余談だが、この曲のミュージック・ビデオは2種類制作されているが、どちらのバージョンもクリップ集『CHRONICLE 0 -ZERO-』に収録されている。

## 収録曲
| #         | タイトル                             | 作詞      | 作曲      | 編曲                             | 時間  |
| --------- | ------------------------------------ | --------- | --------- | -------------------------------- | ----- |
| 1.        | 「Vivid Colors」                     | hyde      | ken       | L'Arc〜en〜Ciel, Akira Nishihira | 4:44  |
| 2.        | 「Brilliant Years」                  | hyde      | hyde      | L'Arc〜en〜Ciel                  | 3:24  |
| 3.        | 「Vivid Colors (Voiceless Version)」 |           | ken       | L'Arc〜en〜Ciel, Akira Nishihira | 4:42  |
| 合計時間: | 合計時間:                            | 合計時間: | 合計時間: | 合計時間:                        | 12:50 |

## 楽曲解説
1. Vivid Colors
  - 作詞: hyde / 作曲: ken / 編曲: L'Arc〜en〜Ciel & Akira Nishihira

イントロのギターのリードフレーズと歌旋律の裏の歌うようなベースが印象的な[2]、メロディアスなロックナンバー。作曲を担当したken曰く、この曲のサビ部分は、名古屋工業大学に在学していたころに案としてあったという[5]。この曲の制作を振り返り、kenは「サビのコード進行は以前からあって、それからメロディをつけ始めて形になっていきました。その時点では今よりも曲調が暗かったんですけど、ちょっと明るめにしていきました[6]」と述べている。
この曲では、アコースティック・ギターのカッティングが片側のチャンネルから延々流されている[7]。このアコギのプレイに関し、kenは「あれはレコーディング本番で弾いているうちに何か見えてきちゃったりして…霊的な話になっちゃうな（笑）。でも、そういうのがあって、乗れて弾けた[7]」と述べている。また、この曲のギターソロ録りについて、kenは「ソロはアドリブが多いんですが、この曲に関しては、弾いているうちに出来た"決めソロ"です[6]」と述懐している。
tetsuyaは、この曲のベース録りについて「最初のベース・ラインはもっと複雑だったけど、その半分ぐらいになっている。それですごく洗練されたし、疾走感とかスウィングする感じが出せて、すごくよくなった[6]」と語っている。そしてsakuraは、この曲のドラムプレイに関し「アルバム（『heavenly』）の中でいちばんラフなプレイかもしれない。上もの楽器のアレンジはレコーディングしながらの作業だったんで、ドラムは適当に叩きつつも、何が乗るかわからなかったから、シンプルにおさえたつもり。決め部分だけを忠実に守って、あとはラフな考えで叩いている[6][8]」と述べている。
なお、この曲のアレンジ作業には西平彰が参加しており、L'Arc〜en〜Cielが編曲作業に外部のミュージシャンを招いたのは、この曲のレコーディングが初めてのこととなった[7]。kenは、西平との作業を振り返り「アレンジャーとして西平彰さんに入ってもらって。初の試みというか、いつもは俺らが演奏した上にキーボードをかぶせてもらうという作業だったのを、あらかじめ、ある程度のアイディアを出してもらってかぶせていくというやり方をしたんですよ[7]」と述懐している。また、この曲のキーボードの音色について、kenは「キーボードでやってるんだけど、もっと違うものが想像できる音で。今までは、それがないぶん、自分のギターで広がりを出そうとしていたようなところもあって、それはそれで味になってたかもしれないんだけど、今回はキーボードにある程度、任せる部分もあって。デモ・テープを録ったとき、ほとんど決めソロで弾いてたギター・ソロに合わせて西平さんがバッキングのキーボードを弾いてくれて。オレのギターを引っぱったり押したりしてくれた[7]」と述べている。
歌詞は、作詞を手掛けたhyde曰く「電車に乗ってる風景を思い浮かべながら書いた[9]」という。また、hydeは、作詞作業を振り返り「（作詞した時期は）まだ寒い季節だったんですけど、僕が電車に乗る時はいつも暖かだったんですよね。それで初夏のイメージになったんです[9]」と述べている。さらに、hydeはアルバム『heavenly』発売時に受けたインタビューで、この曲の歌詞について「この詞は、今回のアルバムのお手本みたいな感じ。詞的にそんなにパーフェクトだとは思ってないんですけど、この詞が持つイメージとか、センスとか…色彩や情景がお手本になってるかな[6]」「今回のアルバムのテーマでもある"わかりやすくて、どこまで人の内側に届くか？"っていう部分が、いちばん強調されてる詞かもしれない[6]」と語っている。
ちなみにこの曲のタイトルにつけられた「Vivid」は、hydeがファンからもらったコップに印字されていたワードから取られている[10]。このエピソードについて、hydeはアルバム発売当時のインタビューで「詞がだいたい出来たとき、仕上げに何か欲しかった。で、色彩の名前にしたかったんだけど、何色にしようかな、と。青でもないし緑でもないし…っていう小さい範囲でしか考えてなくて、で、どうすればいいんだろうって考えてたとき、家で、ファンの方がくれたコップをふと見たら"Vivid"って書いてあったんで、これだ！と（笑）。で、詞が完成して、タイトルがついた[10]」と明かしている。
3rdアルバム『heavenly』には、特別な表記はされていないがミックス違いのアルバムバージョンとして収録されている。本作に収録されたバージョンとの違いについて、kenは「シングルのほうがキーボードの割合が大きいのと、歌もデカい。ミックスが違うんです[7]」と語っている。また、tetsuyaも「シングルのヴァージョンとはミックスが違ってるぐらい[6]」と述べている。
2. Brilliant Years
  - 作詞・作曲: hyde / 編曲: L'Arc〜en〜Ciel

歯切れのよいアコースティック・ギターのカッティングが心地よい[11]、ハイテンポなロックナンバー。作詞・作曲を担当したhyde曰く、アルバム『heavenly』のレコーディングに入る1〜2週間前に曲の原型を制作したという[10][12]。また、hydeはこの曲を作った経緯について「（アルバムに向けて作る）曲がだいたい出揃ったぐらいのときにダメ押しの曲が欲しくて作ったんですよ。僕の判断で、もう1曲ノリのいい曲がいいかなと思ったんで[12]」と述べている。
ただ、結果的にこの曲はアルバムへは収録されず、本作のカップリングとして発表されることになった[12]。このことについて、hydeはアルバム『heavenly』発売時に受けたインタビューで「（『heavenly』の）収録曲が10曲に絞られたときには、なくてもいいかな、と[12]」と振り返っている。また、kenはこの曲について「もとはアルバム用に作った。今回は、全曲、アルバムを考えて作った曲で、その中からアルバムに入れる曲を選ぶときにバランスを考えたら、アルバムの中ではなくて、シングルのカップリングかな、と[7]」と述べている。
ちなみにこの曲は、L'Arc〜en〜Cielがメジャーデビューした直後の頃に開催したライヴで、頻繁に演奏されていた。なお、ライヴでこの曲を披露する際は、前奏部分に新たなフレーズを追加したバージョンで演奏されることが多かった。
余談だが、この曲の演奏時間は3分16秒であり、インストゥルメンタルとカバー音源を除き、現在までにL'Arc〜en〜Cielが発表してきた音源の中で最も演奏時間の短い曲となっている[注 1]。

## タイアップ
Vivid Colors
- 日本テレビ系番組『ぐるぐるナインティナイン』エンディングテーマ

Brilliant Years
- 日本テレビ系番組『しんドラ』エンディングテーマ

## 参加ミュージシャン
- hyde：Vocal
- ken：Guitar
- tetsu：Bass
- sakura：Drums & Percussion
- Vivid Colors
  - 西平彰：Keyboards

## カバー
（※）音源がフィジカルに収録されているものに限り記載する。
- マキシ・プリースト （2012年、トリビュートアルバム『L'Arc〜en〜Ciel Tribute』に収録）

## 収録アルバム
オリジナルアルバム
- 『heavenly』 (#1)

ベストアルバム
- 『The Best of L'Arc〜en〜Ciel 1994-1998』 (#1)
- 『The Best of L'Arc〜en〜Ciel c/w』 (#2)
- 『TWENITY 1991-1996』 (#1)